# Мернептах
Мернептах (или Меренптах) је био четврти по реду владар из 19. династије старог Египта. Владао је Египтом готово 10 година, између јула или августа 1213. до 2. маја 1203. п. н. е. према савременим историјским изворима. Био је тринаести син Рамзеса II и једини који је дошао на власт с обзиром да је надживео сву старију браћу. У време доласка на власт је имао готово 60 година. Владарско име му је било Ба-ен-ре Мери-нетјеру, што значи „Душа Ра, вољен од Богова“.
Мернептах је вероватно био четврти син Исетнофрете (Исиснофрет), друге супруге Рамзеса II. Био је ожењен за Исетнофрет (Исиснофрет) која је вероватно била његова рођена сестра (која је добила име по мајци), а можда и за краљицу Такхат. Један од његових синова је постао каснији владар 19. династије по имену Сети II. Такође Меренптахови синови су били принчеви Кемвасет или Кемвасе и његов наследник на престолу Египта Аменмес.